# ذاكرة الوصول العشوائي ثنائية المنافذ
ذاكرة الوصول العشوائي ثنائية المنافذ (DPRAM) هي نوع من ذاكرة الوصول العشوائي التي تتيح حدوث عمليات قراءة أو كتابة متعددة في نفس الوقت ، أو في نفس الوقت تقريبًا ، على عكس ذاكرة الوصول العشوائي أحادية المنفذ التي تتيح وصول واحد فقط في كل مرة.

## نبذة
تعد ذاكرة الوصول العشوائي للفيديو أو VRAM شكلًا شائعًا من ذاكرة الوصول العشوائي الديناميكية ثنائية المنافذ المستخدمة في الغالب لذاكرة الفيديو ، مما يسمح لوحدة المعالجة المركزية برسم الصورة في نفس الوقت الذي تقوم فيه أجهزة الفيديو بقراءتها على الشاشة. بصرف النظر عن VRAM ، تعتمد معظم الأنواع الأخرى من ذاكرة الوصول العشوائي ثنائية المنافذ على تقنية ذاكرة الوصول العشوائي الثابتة.
تقوم معظم وحدات المعالجة المركزية (CPU) بتطبيق سجلات المعالج على أنها ذاكرة وصول عشوائي صغيرة ثنائية المنافذ أو متعددة المنافذ (انظر ملف التسجيل ).

## انظر ايضاً
- ذاكرة حاسوب